# Mandarijn (vrucht)
Een mandarijn is een citrusvrucht van een boom (Citrus reticulata) die verwant is aan de sinaasappel. De vrucht is oorspronkelijk afkomstig uit Zuidoost-Azië. Vaak wordt China genoemd. De mandarijn wijkt af van de sinaasappel doordat deze kleiner is, een afgeplatte bolvorm en een zoetere en sterkere smaak heeft.
In Nederland geïmporteerde mandarijnen komen onder andere uit Spanje, Marokko en Zuid-Afrika. De belangrijkste rassen zijn 'Kinnows', satsuma, 'Honey' en 'Royal'. Het ras 'Common' wordt ook wel tot de soort Citrus deliciosa gerekend.

## De vrucht
Een mandarijn heeft de vorm van een afgeplatte bol en is tussen de vier en acht centimeter in doorsnee. De schil heeft een oranje kleur en is makkelijk af te schillen waardoor deze makkelijk uit de hand te eten is. Het vruchtvlees is verdeeld over partjes die weer bestaan uit langwerpige cellen die met een vliesje bij elkaar gehouden worden. Een mandarijn kan ook uitgeperst worden om mandarijnensap te maken.
Er bestaan verschillende pitarme mandarijnensoorten. Dit komt doordat deze bomen door een mutatie zelf vruchtbaar zijn en alleen bijen nodig hebben om het stuifmeel binnen dezelfde bloem te verplaatsen. De satsuma is zelfs helemaal Parthenocarp (voortplanting geheel zonder bevruchting) en heeft zelfs helemaal geen pitten.

## Herkomst van de naam
De herkomst van de naam is niet duidelijk. Mogelijk is het een leenwoord uit het Zweeds, mandarin apelsin, waarbij apelsin weer een leenwoord uit het Duits: Apfel Sina dat Chinese appel betekent. Het woord Mandarin is dan weer een verwijzing naar de Chinese hoge ambtenaren, mandarijnen, die in de 18e eeuw gele gewaden droegen.

## Oogst
Mandarijnen worden geplukt wanneer ze bijna rijp zijn. Het rijpen wordt geacht plaats te vinden tussen het plukken en de aankoop. Om de mandarijn in sommige gevallen voor enige tijd bewaarbaar te houden, zoals wanneer voor transport grote afstanden moeten worden afgelegd, wordt de schil behandeld met chemicaliën zodat deze gaaf blijft en het fruit niet uitdroogt. De namen van deze chemicaliën staan vermeld op de labels en kunnen zijn: thiabendazool, imazalil, pyrimethanil, carnaubawas (E903), schellak (E904), polyetheenwas (E914), kaliumsorbaat (E202).

## Gebruik
Naast het nuttigen van de verse vrucht zijn er andere manieren van consumeren.
De schil, gedroogd of vers, wordt als smaakmaker gebruikt in ijs, pralines en likeur. Met name in de Chinese keuken worden deze schillen als smaakmaker gebruikt.
Mandarijnenpartjes zijn ook ingeblikt verkrijgbaar. Eerst wordt dan machinaal de schil verwijderd en vervolgens worden vliesjes rond de partjes met een chemisch proces verwijderd. Eenmaal ingeblikt worden de partjes dan nog verhit om bacteriën te doden.
Verder worden mandarijnen gebruikt om mandarijnensaus mee te maken, een zoete (over het algemeen warme) saus die vaak in combinatie met brood, gekookt/gebraden vlees (in het bijzonder kip) en dergelijke maaltijden wordt geserveerd. Deze saus dient overigens niet te worden verward met marmelade.

## Wereldwijde productie
| Topproducenten van mandarijn 2018 | Topproducenten van mandarijn 2018 |
| Land                              | Productie (ton)                   |
| --------------------------------- | --------------------------------- |
| China                             | 19.035.444                        |
| Spanje                            | 1.978.590                         |
| Turkije                           | 1.650.000                         |
| Marokko                           | 1.208.789                         |
| Brazilië                          | 990.719                           |
| Egypte                            | 970.830                           |
| Japan                             | 773.700                           |
| Verenigde Staten                  | 729.380                           |
| Zuid-Korea                        | 621.154                           |
| Pakistan                          | 591.951                           |

## Overzicht van rassen
De zogenaamde tangerijn is een variëteit van de mandarijn. De namen mandarijn en tangerijn (Citrus tangerina) worden weleens door elkaar gebruikt. Tangerijnen (vernoemd naar de Marokkaanse stad Tanger) bevatten pitjes en smaken zoet. De belangrijkste rassen zijn Fairchild en Dancy.
Andere bekende rassen zijn de satsuma, een wat gelige soort afkomstig uit Japan, de clementine en de minneola die ontstaan is uit een soortskruising tussen de Duncan-grapefruit en Dancy-mandarijn. De Minneola is makkelijk te onderscheiden door de uitstulping aan de bovenkant van de vrucht. De vrucht is extreem sappig en een beetje zoet met een klein vleugje zuur.

### Lijst met varianten
Mandarijn of tangerine (C. reticulata). Belangrijke rassen die tot de mandarijn behoren zijn:
- Clementine SRA63 (C. clementina)
- Cleopatra (C. reshni)
- Common (C. deliciosa)
- Dancy (C. tangerina)
- Fairchild (C. tangerina)
- Honey (C. reticulata Blanco)
- King of Siam (C. nobilis), is ontstaan uit een soortkruising
- Kinnows
- Meyer citroen (C. × meyeri ), kruising tussen citroen en mandarijn
- Minneola (C. × tangelo), is ontstaan uit een soortskruising
- Murcott is ontstaan uit een soortkruising
- Nova
- Ponkan (C. reticulata Blanco)
- Royal
- Satsuma Wase (C. unshiu)
- Satsuma Owari (C. unshiu)
- Tangerijn (C. tangerina)
- Temple (C. temple), is ontstaan uit een soortkruising

## Afbeeldingen

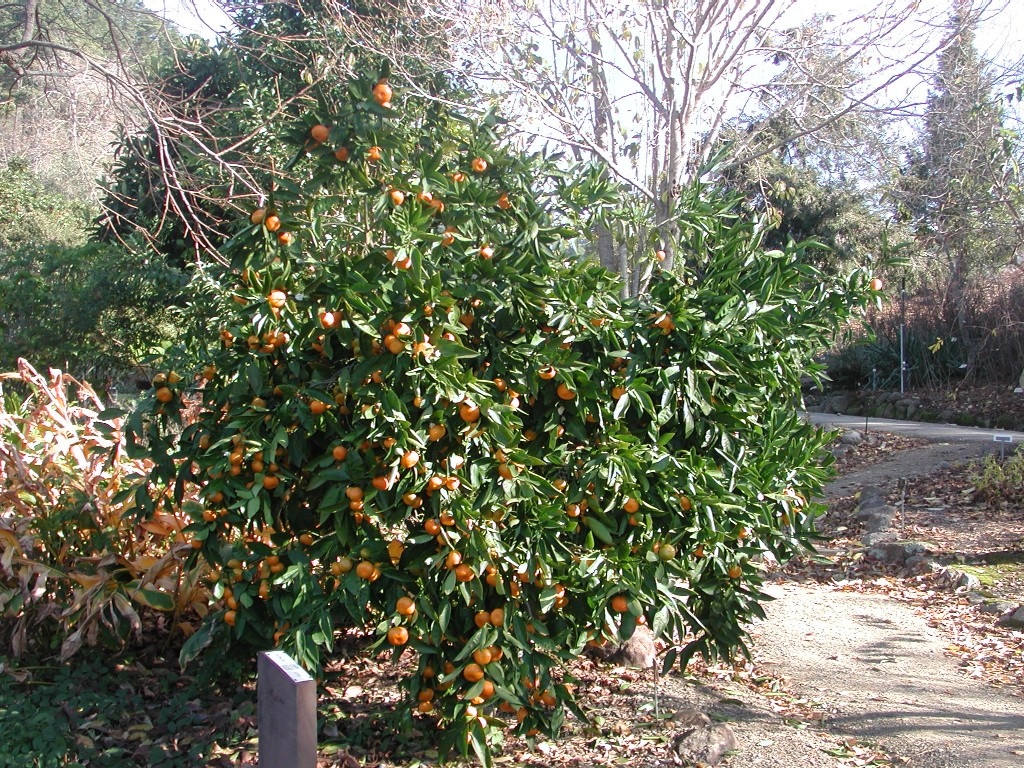
Mandarijnboom
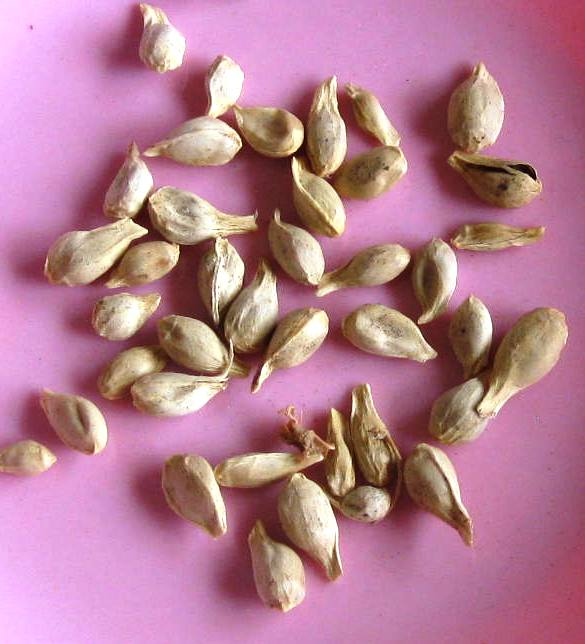
Citrus reticulata zaden
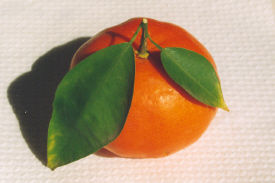
Tangerijn
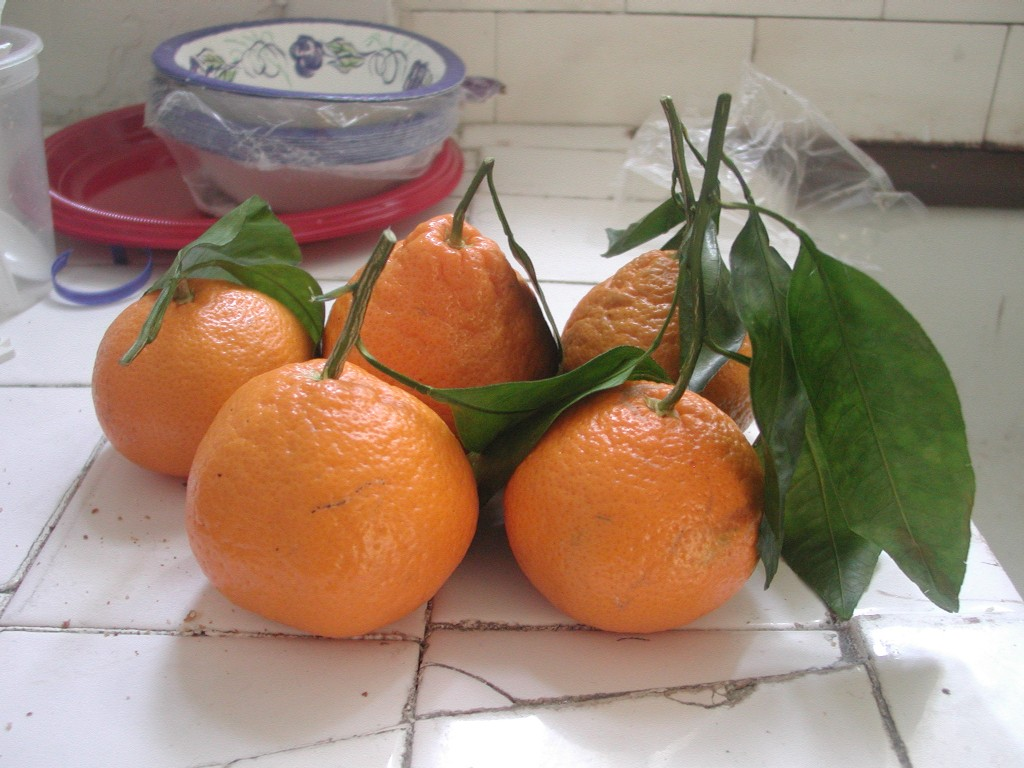
Satsuma mandarijn
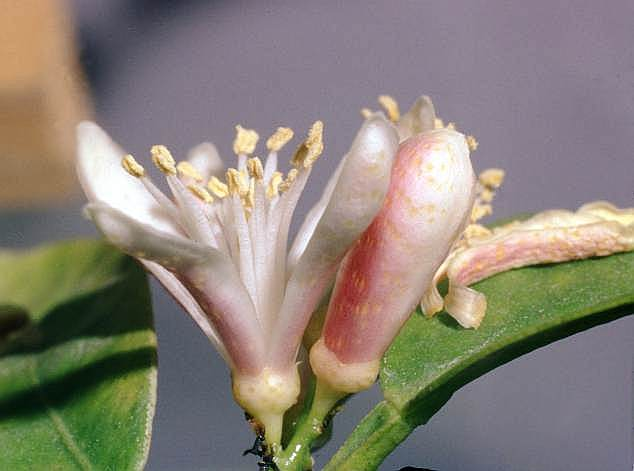
Mandarijnbloesem
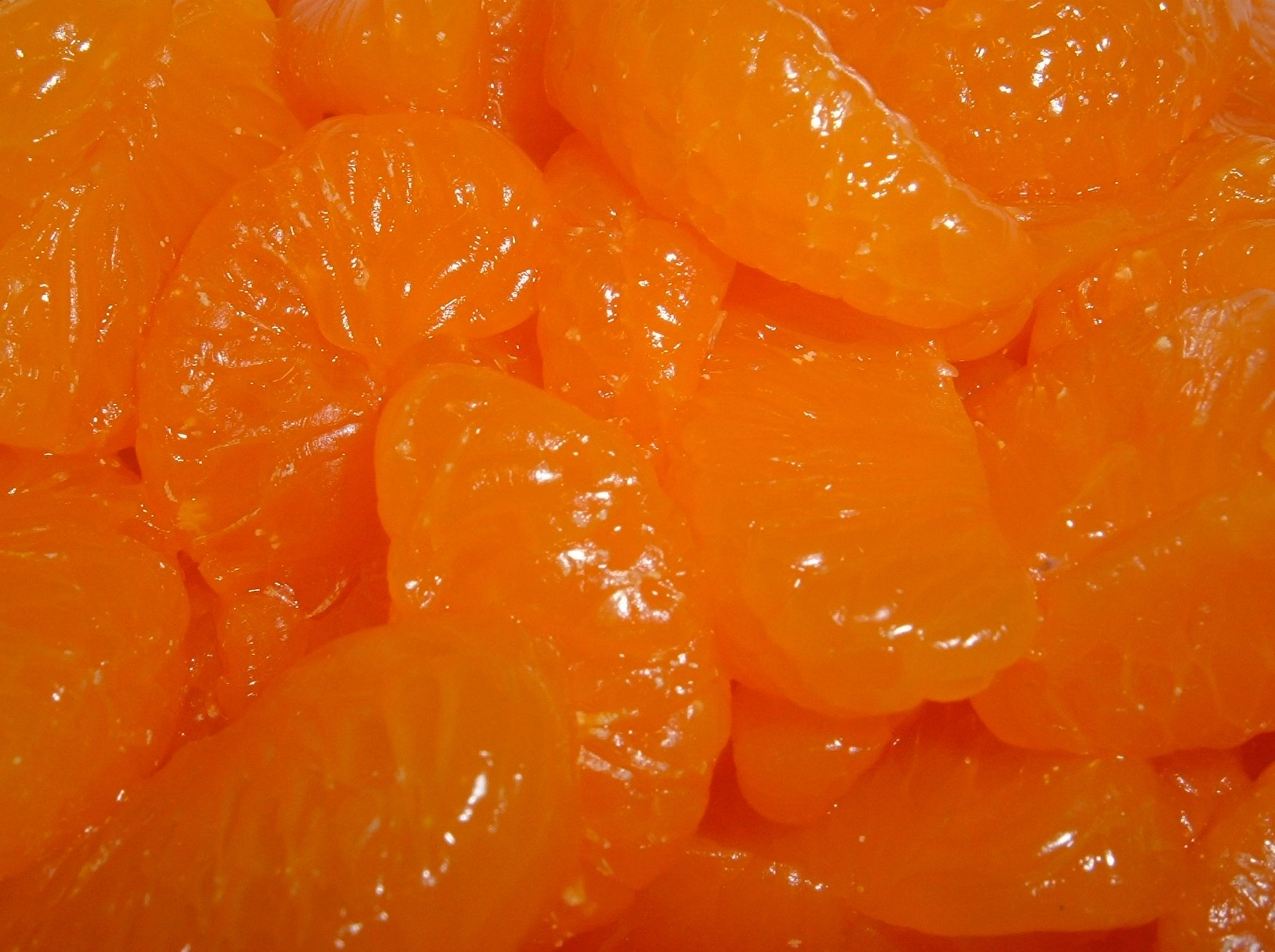
Mandarijnpartjes in blik

... · 
C. aurantifolia (limoen) · 
C. aurantium (zure sinaasappel) · 
Citrus aurantium subsp. currassuviencis (laraha) · 
C. bergamia (bergamot) · 
C. ×clementina (clementine) · 
C. hystrix (papeda) · 
C. japonica (Chinese kumquat) · 
C. ×junos (yuzu) · 
C. kinokuni (cherry orange) · 
C. limon (citroen) · 
C. maxima (pompelmoes) · 
C. maxima × paradisi (pomelo) · 
C. medica (sukadeboom) · 
C. ×microcarpa (calamondin) · 
C. ×natsudaidai (amanatsu) · 
C. ×paradisi (grapefruit) · 
C. reshni · 
C. reticulata (mandarijn) · 
C. reticulata × paradisi (ugli) · 
C. reticulata 'Satsuma' (satsuma) · 
C. sinensis (sinaasappel) · 
C. sinensis 'Cara cara' (cara cara) · 
C. ×tangelo (tangelo) · 
...